# Ломан, Элисон
Элисон Ломан (англ. Alison Lohman; род. 18 сентября 1979, Палм-Спрингс) — американская актриса.

## Ранние годы
Элисон Мэрион Ломан родилась в городе Палм-Спрингс, штат Калифорния, США. Мать — Диана Данхэм, отец — Гэри Ломан. В 9 лет она начала играть в театре, а в 11 лет получила свою первую театральную премию как комедийная актриса. После окончания школы Элисон решила не поступать в университет и переехала в Лос-Анджелес для начала кинокарьеры.

## Карьера
Ломан дебютировала в кино в 1998 году. Получила известность благодаря ролям в фильмах «Белый Олеандр», «Великолепная афера», «Крупная рыба», «Где скрывается правда», «Чокнутый», «Затащи меня в Ад», «Геймер» и других. С 2010 по 2014 год в связи с двумя беременностями не снималась в кино. В 2015 году появилась в эпизодической роли в фильме «Ватиканские записи».

## Личная жизнь
19 августа 2009 года Элисон вышла замуж за режиссёра Марка Невелдайна. В 2010 году в Бухаресте Элисон родила своего первенца — сына Билли. Через некоторое время родила второго ребёнка, а в июне 2018 года у супругов родился третий ребёнок.
Начиная с 2009 года, актриса частично оставила профессию, лишь несколько раз с тех пор сыграв эпизодические роли в фильмах своего мужа, отдавая предпочтение воспитанию детей и проведению онлайн-занятий актёрского мастерства.

## Фильмография
| Год       |    | Русское название           | Оригинальное название      | Роль                 |
| --------- | -- | -------------------------- | -------------------------- | -------------------- |
| 1998      | ф  | Краа! Морской монстр       | Kraa! The Sea Monster      | Кертис               |
| 1998      | с  | Полицейские на велосипедах | Pacific Blue               | Молли                |
| 1998      | с  | Седьмое небо               | 7th Heaven                 | Барбара              |
| 1999      | ф  | Тринадцатый этаж           | The Thirteenth Floor       | девушка              |
| 1999      | с  | Крестовый поход            | Crusade                    | Клэр                 |
| 1999      | ф  | Теория автора              | The Auteur Theory          | юная Розмари         |
| 1999      | в  | Планетный патруль          | Planet Patrol              | Кертис               |
| 1999      | с  | Безопасная гавань          | Safe Harbor                | Хэйли                |
| 2000      | ф  | Парнишка-миллионер         | The Million Dollar Kid     | Кортни Хантер        |
| 2000      | тф | Обмен секретами            | Sharing the Secret         | Бэт Мосс             |
| 2000      | с  | Такер                      | Tucker                     | Маккенна Райд        |
| 2001      | ф  | Ангел-хранитель            | Delivering Milo            | мисс Мэделин         |
| 2001      | ф  | Секс и девушка             | Alex in Wonder             | Камелия Джеймисон    |
| 2001—2002 | с  | Пасадена                   | Pasadena                   | Лили Маккалистер     |
| 2002      | ф  | Белый парень               | White Boy                  | Эми                  |
| 2002      | ф  | Белый олеандр              | White Oleander             | Астрид Магнуссен     |
| 2003      | ф  | Великолепная афера         | Matchstick Men             | Анжела               |
| 2003      | ф  | Крупная рыба               | Big Fish                   | молодая Сандра Блум  |
| 2005      | ф  | Большая белая обуза        | The Big White              | Тиффани              |
| 2005      | ф  | Где скрывается правда      | Where the Truth Lies       | Карен                |
| 2005      | мф | Навсикая из долины Ветров  | Kaze no tani no Naushika   | Наусика, переозвучка |
| 2006      | ф  | Чокнутый                   | Delirious                  | Карма Лидс           |
| 2006      | ф  | Флика                      | Flicka                     | Кэти Маклоглин       |
| 2007      | ф  | То, что мы потеряли        | Things We Lost in the Fire | Келли                |
| 2007      | ф  | Беовульф                   | Beowulf                    | Урсула               |
| 2009      | ф  | Затащи меня в Ад           | Drag Me to Hell            | Кристина Браун       |
| 2009      | ф  | Геймер                     | Gamer                      | Трейс                |
| 2015      | ф  | Ватиканские записи         | The Vatican Tapes          | пациент психбольницы |
| 2016      | ф  | Импульс                    | Urge                       | мать                 |
| 2016      | ф  | Офицер Доун                | Officer Downe              | сестра Блистер       |

## Награды и номинации
- 2003 — премия «Молодой Голливуд» в категории «Будущая суперзвезда».
- 2003 — премия «Голливудского кинофестиваля» в категории «Лучшая актриса второго плана за год».
- 2010 — номинация на кинопремию «Сатурн» в категории «Лучшая женская роль» за фильм «Затащи меня в Ад».
- 2010 — номинация на премию «MTV Movie Award» в категории «Лучший испуг» за фильм «Затащи меня в Ад».